# 经济学帝国主义
经济学帝国主义（英語：Economics imperialism），指将经济学的理论和方法应用到传统上不属于经济学研究范畴的领域，例如犯罪经济学，法律经济学，家庭经济学，偏见经济学，口味经济学，非理性行为经济学，政治经济学，社会经济学,文化经济学，宗教经济学，战争经济学，科学经济学，和研究经济学。相关术语的使用可以追溯到20世纪30年代。
这样分析的出现归因于经济学方法，就像物理科学一样，它允许通过标准统计技术检验出实证经济的影响。这种方法的核心是由“效用最大化、稳定的偏好和市场均衡”组成，并完整地、全面地和从始至终地运用了它们。据称，这些以及经济效率重点关注的部分被其它的社会科学和"以入侵先前被定义为该学科范围以外的知识领域的被承认的经济学忽略了。